# Jorge Salcedo Cabrera
Jorge Salcedo Cabrera (* 25. listopadu 1947 Bogota) byl šéf ochranky Calijského drogového kartelu, ovládajícího 80 % celosvětového kokainového obchodu. Během této funkce se stal tajným informátorem federální protidrogové agentury USA  (DEA - Drug Enforcement Administration) a sehrál klíčovou roli v zatčení hlavních představitelů kartelu a rozbití celé organizace. Následně byl se svou rodinou zařazen do programu na ochranu svědků (United States Federal Witness Protection Program).

## Začátky
Jorge Salcedo se narodil 25. listopadu 1947 v kolumbijské Bogotě. Dva roky žil s rodinou v americkém Kansasu, kde jeho otec, uznávaný diplomat a vojenský generál, navštěvoval United States Army Command and General Staff College. Po návratu zpět do Kolumbie Salcedo vystudoval obor strojírenství a ekonomie na univerzitě Los Andes a vstoupil do záložní armádní divize v Cali.
Jeho záliba a výborné znalosti v oblasti radiokomunikačních technologií jej posléze přivedly k práci v protiteroristických vojenských oddílech, které bojovaly proti guerillám i kokainovým kartelům. Jejich vzájemné střety, stejně jako vraždy policistů, soudců i politiků, terorizovaly na konci 80. let celou Kolumbii. V tomto období zároveň navázal jako jeden z mála úzké kontakty se žoldáky z britských elitních jednotek, které se na těchto bojích společně s kolumbijskou vládou podílely.

## Navázání spolupráce s Calijským kartelem
Salcedovy znalosti a kontakty neušly pozornosti kmotrů z Cali - bratrů Miguela a Gilberta Orejuelových, kteří jej vyzvali ke koordinaci útoku na jejich hlavního rivala z Medellínského kartelu, Pabla Escobara. Salcedo tedy naplánoval útok na Escobarovu vilu Hacienda Nápoles, který se uskutečnil v květnu 1989, avšak v důsledku nepříznivého počasí jeden ze dvou zasahujících vrtulníků havaroval, několik mužů z 12členného komanda zahynulo a útok byl odvolán.
Po neúspěšném pokusu o Pablovo zatčení byla hlavním Salcedovým úkolem osobní bezpečnost rodin bratrů Orejuelových, kdy se staral o přibližně 150 osob. Díky jeho odborným znalostem mohli členové kartelu volně komunikovat, i když byli neustále sledováni policií a konkurenčními kartely.
Další útok se odehrál v roce 1992, kdy byl Pablo Escobar sice již zatčen, avšak činnost kartelu měl plně pod kontrolou z vězení. Na rozkaz Miguela Orejuely odjel Salcedo do El Salvadoru vyjednat nákup a převoz čtyř bomb, které měly být svrženy na křídlo vězení, kde Escobar pobýval. Avšak letoun, který měl převoz bomb do Cali zajistit, nebyl na takový náklad stavěný a jedna z bomb musela zůstat na místě. Poté zasáhly místní úřady, akce byla odhalena a Salcedo stihl opustit El Salvador a vyhnout se zatčení doslova na poslední chvíli.
Tato transakce upoutala mezinárodní pozornost a pro Salceda již nebylo cesty zpět. Kolumbijská vláda věděla o jeho spolupráci s Calijským kartelem a medellínské gangy se naopak dozvěděly o jeho snaze zabít Escobara. Oficiálně označený za člena Calijského kartelu byl Salcedo propuštěn z armády a zbaven svého postu. Po těchto událostech se definitivně usadil v Cali a zaměřil se na vybudování vlastní elektrokomunikační sítě, čímž získával pro kartel zpravodajské informace jak o policii, tak o Medellínském kartelu.
Po Escobarově zabití v roce 1993 považoval Salcedo svůj úkol pro Calijský kartel za splněný a pokusil se o rezignaci. Tato však byla Miguelem Orejuelou zamítnuta a Salcedo byl naopak povýšen na šéfa ochranky a donucen ve spolupráci pokračovat. Zatímco jeho předchozí role měla Calijský kartel ochránit před odhalením ze strany Escobara, nyní jeho úkol spočíval v ochraně kartelu před vystopováním kolumbijskou policií. „Search Bloc“, zvláštní útvar původně založený za účelem zatčení Escobara, se nyní zaměřil na kartel z Cali.
90. léta představovala pro Calijský kartel zlaté časy – kartel převzal většinu obchodních aktivit z Medellínu a nakonec se stal impériem ovládajícím 80 % mezinárodního obchodu s kokainem a jednou z nejúspěšnějších a nejvýdělečnějších zločineckých organizací v historii.
Pak nastal zlom. Kolem Calijského kartelu se začala utahovat smyčka, když ze strany DEA došlo k postupnému odkrývání jeho struktury a k vystopování některých pašeráckých cest. Úřad prezidenta Clintona zároveň požadoval po předních kolumbijských politicích zatčení představitelů kartelu a k náladě nepřispěl ani nově schválený zákon o vydávání osob bez kolumbijského původu do USA, které tím začaly pro kartel představovat velké bezpečnostní riziko. Miguel Rodriguez se postupně stával paranoidní a téměř v každém viděl zrádce.
Situace došla tak daleko, že se Miguel začal všech nekolumbijských členů kartelu systematicky zbavovat. Jedna tato akce, při níž byl Salcedo svědkem vraždy tří osob vyslýchaných za údajný únik informací, pro něj představovala hlavní zlom a okamžik, při kterém se rozhodl obrátit se proti kartelu.
Následovalo několik neúspěšných pokusů o kontaktování CIA, zatímco na rozkaz kmotrů gangu umíraly dále desítky lidí. Salcedo byl zároveň pověřen odstraněním Pallomariho, hlavního účetního kartelu, jehož důvěrné informace o veškerých finančních operacích a navíc jeho chilský původ kartel velmi ohrožovaly. Salceda to utvrdilo v jeho boji proti kartelu, ukryl svého přítele a zachránil před jistou smrtí.

## Operace Cornerstone
Salcedovi se nakonec podařilo přes CIA navázat  spolupráci s členy protidrogové agentury Drug Enforcement Administration (DEA), kteří působili v Kolumbii. V té době se představitelé kartelu pokusili o dohodu s kolumbijskou vládou o dobrovolném zatčení a kapitulaci, výměnou za dobrovolné uvěznění v řádu pěti let. K dohodě však nedošlo a bratři Orejuelové se začali z obavy ze zatčení ukrývat v bezpečných rezidencích na různých místech.
Jednou z mála osob obeznámených s místem pobytu kmotrů kartelu byl právě Salcedo, za jehož spolupráce byl s DEA proveden první pokus o zatčení, který byl však shodou různých nepříznivých okolností neúspěšný. Salcedo se tak stal automaticky jedním z hlavních podezřelých, ale svoji roli ochránce kartelu dokázal hrát i nadále a bratři Orejuleové byli nakonec za účasti DEA a kolumbijské policie v rámci operace Cornerstone v červnu a srpnu roku 1995 zatčeni.
Zatčení hlavních bossů kartelu vedlo k masivnímu zatýkání jeho dalších členů, týkající se přibližně 150  osob. Situace měla vliv i na politické dění, díky kterému byl zrušen zákaz vydávání osob do USA a oba bratři tak mohli být v roce 2006 vydaní na Floridu k doživotnímu trestu ve federálním vězení.
Salcedo i Pallomari se svými rodinami byli úspěšně převezeni do USA, kde vstoupili do programu na ochranu svědků. Jejich místo pobytu není známo ani jejich právníkům.

## V médiích
Ve třetí sérii televizního seriálu Narcos společnosti Netflix hrál Salceda Matias Varela. Salcedo pro ni poskytnul konzultaci k roli, kterou měl při pronásledování a zatčení bratrů Orejuelových.